# Pseudolithoxus
Pseudolithoxus – rodzaj słodkowodnych ryb sumokształtnych z rodziny zbrojnikowatych (Loricariidae). Spotykane w hodowlach akwariowych.

## Zasięg występowania
Ameryka Południowa: Wenezuela, Kolumbia i Brazylia.

## Klasyfikacja
Gatunki zaliczane do tego rodzaju:
- Pseudolithoxus anthrax
- Pseudolithoxus dumus
- Pseudolithoxus kelsorum
- Pseudolithoxus kinja
- Pseudolithoxus nicoi
- Pseudolithoxus tigris

Gatunkiem typowym jest Lasiancistrus tigris (P. tigris).